# Aguas Zarcas (meteorito)
O meteorito de Águas Zarcas é um meteoro que data de 4,56 bilhões de anos que caiu como uma chuva de centenas ou milhares de fragmentos na Costa Rica na noite de 23 de abril de 2019.

## Queda
Na noite de 23 de abril, às 21h08, uma bola de fogo foi observada no céu, navegando em uma direção aproximadamente sudeste a noroeste   Foi registado tanto pelas câmaras de observação da Rede Sismológica Nacional como por numerosas pessoas, desde Quepos a San Carlos e, sobretudo, do Valle Central ocidental.
No cantão de San Carlos, foi reportada uma luz intensa e um som forte semelhante a uma explosão, possivelmente documentando a fragmentação da rocha na atmosfera. O primeiro fragmento, com massa principal de 1.071 gramas, foi recuperado pelo proprietário de uma casa no bairro La Caporal de Águas Zarcas. Com o impacto, ele perfurou o telhado na parte de trás da casa, quebrou uma armação de madeira e atingiu mesas de plástico, onde se partiu em pequenos fragmentos. O peso total recuperado foi de 1152 gramas. As equipes da BRAMON (Rede Brasileira de Observação de Meteoros), UNESP (Universidade Estadual Paulista) e USP (Universidade de São Paulo) determinaram a trajetória atmosférica do bólido a partir de quatro vídeos de segurança e outras câmeras. No dia seguinte, outros vizinhos recuperaram fragmentos em pastagens, pastagens, lotes de casas, estradas e florestas, com pesos de menos de um grama ao maior de 1.875 gramas. O total recuperado até o final de maio é estimado em quase 30 kg. A área de queda dos diferentes fragmentos tem forma de elipse orientada sudeste-noroeste, cerca de 6,5 km no eixo maior e cerca de 3 km no eixo menor.

## Classificação
Os estudos deste meteorito ainda estão incompletos. Os dados de geoquímica e isotópicos de oxigênio demonstram que o meteorito é consistente com CM2. Os meteoritos que coletivamente denominaram Águas Zarcas, pertencem a uma classe rara chamada condritos carbonáceos, que se formam nas primeiras horas do surgimento do sistema solar e são tipicamente embalados com carbono.

## Estudos
Esta rocha em particular contém compostos de carbono complexos, provavelmente incluindo aminoácidos (que se unem para formar proteínas e DNA) e talvez outros blocos de construção ainda mais complexos da vida. Há evidências de aminoácidos neste fragmento de Águas Zarcas não encontrados em nenhum outro lugar da Terra.